# Demografía de Macao
Demografía de Macao, estos son los datos estadísticos de la CIA World Factbook, a continuación esta es la demografía que podemos apreciar en Macao.

## Población
- 503.000 (2006 Qtr2 est.)

## Población por sexo
- Hombres: 245.600 (2006 Qtr2 est.)
- Mujeres: 257.400 (2006 Qtr2 est.)

## Edad ternaria
- Edad 0-15:    76.305 15.63%
- Edad 15-24: 82.547 16.91%
- Edad 25-34: 70.965 14.54%
- Edad 35-44: 91.438 18.73%
- Edad 45-54: 87.616 17.95%
- Edad 54-64: 38.924 7.97%
- Edad 65 para adelante: 40,349 8.27%

## Nacimientos
- Hombres: 477 (Qtr2 2006)
- Mujeres: 454 (Qtr2 2006)

## Muertes
- Hombres: 220
- Mujeres: 156

## Población, por índice de crecimiento
- 0.86% (2006 est.)

## Tasa de Nacimiento
- 8.48 nacimientos/1.000 población (2006 est.)

## Tasa de muerte
- 4.47 muertes/1.000 población(2006 est.)

## Tasa de migración
- 4.56 migrante(s)/1.000 población (2006 est.)

## Tasa de mortalidad infantil
- 4.35 muertes/1.000 nacimiento de vida (2006 est.)

## Esperanza de vida
- total población: 82,19 años
- Hombres: 79,36 años
- Mujeres: 85,17 años (2006 est.)

## Tasa total de fertilidad
- 0,90 nacimiento de la niñez/mujer (2008 est.)